# Dracenowate
Dracenowate (Dracaenaceae Salisb.) – rodzina jednoliściennych wyróżniana w niektórych systemach klasyfikacyjnych (np. system Reveala 1999, system Takhtajana 1997), w innych (np. Angiosperm Phylogeny Website) takson nie jest wyróżniany, a przedstawiciele grupy włączani są do rodziny myszopłochowatych Ruscaceae.

## Systematyka
Pozycja w systemie APG II (2003) i APweb (2001...)
Takson nie wyróżniony. Zaliczane tu rośliny wchodzą w skład rodziny myszopłochowatych (Ruscaceae Sprengel).
Pozycja w systemie Reveala (1994-1999)
Gromada okrytonasienne (Magnoliophyta Cronquist), podgromada Magnoliophytina Frohne & U. Jensen ex Reveal, klasa jednoliścienne (Liliopsida Brongn.), podklasa liliowe (Liliidae J.H. Schaffn.), nadrząd Lilianae Takht., rząd Asteliales Dumort., rodzina dracenowate (Dracaenaceae Salisb.).
Wykaz rodzajów według Crescent Bloom
- Beaucarnea Lem.
- Calibanus Rose
- Dasylirion Zucc.
- Dracaena Vand. ex L. (syn. Pleomele Salisb.) – dracena
- Sansevieria Thunb. – sansewieria, wężownica